# امرأة باللون الذهبي
امرأة باللون الذهبي (بالإنجليزية: Woman in Gold)‏ هو فيلم دراما سيرة ذاتية من إخراج سيمون كورتيس وبطولة هيلين ميرين، رايان رينولدز، دانيال برول، كيتي هولمز وتاتيانا ماسلاني، صدر الفيلم في الولايات المتحدة في 1 أبريل 2015.

## روابط خارجية
امرأة باللون الذهبي على موقع IMDb (الإنجليزية)
- امرأة باللون الذهبي على موقع ميتاكريتيك (الإنجليزية)
- امرأة باللون الذهبي على موقع الموسوعة البريطانية (الإنجليزية)
- امرأة باللون الذهبي على موقع روتن توميتوز (الإنجليزية)
- امرأة باللون الذهبي على موقع نتفليكس (الإنجليزية)
- امرأة باللون الذهبي على موقع قاعدة بيانات الأفلام العربية
- امرأة باللون الذهبي على موقع ألو سيني (الفرنسية)
- امرأة باللون الذهبي على موقع أول موفي (الإنجليزية)
- امرأة باللون الذهبي على موقع بوكس أوفيس موجو (الإنجليزية)
- امرأة باللون الذهبي على موقع فيلمافينيتي (الإسبانية)